# José Ramón Lasuén Sancho
José Ramón Lasuén Sancho   (Alcanyís, 20 de novembre de 1932 - Saragossa, 11 de gener de 2023) fou un polític i economista aragonès.

## Biografia
Casat amb Carmen Ros Ojeda, va tenir tres fills. Doctor en ciències econòmiques, durant molts va ser becat per a realitzar cursos d'especialització per diversos organismes (Universitat de Madrid, Universitat Internacional Menéndez Pelayo, Ministeri d'Afers exteriors, Consell Superior d'Investigacions Científiques i Fundació March). Era màster per la Universitat Stanford.
Dedicat a la docència, ha estat professor auxiliar de Teoria Auxiliar en la Universitat de Madrid (1955), lector en Econòmiques i Sociologia en l'Institut Espanyol de Londres (1956), professor adjunt de la càtedra de Teoria Econòmica de la Universitat de Barcelona (1960), professor d'Economia Urbana de l'Escola d'Administració Local de Madrid, professor d'Economia de l'Escola de l'Alt Estat Major de Madrid, director del Col·legi Major de postgraduats Menéndez Pelayo, catedràtic de Teoria Econòmica en la Universitat de Madrid i degà de la facultat d'econòmiques de la Universitat Autònoma, etapa en la qual va arribar a ser qualificat per la policia com el degà vermell.
En el sector institucional, ha estat consultor del Pla de Desenvolupament (1957), sotsdirector general d'Urbanisme (1963-64) i assessor per a temes econòmics de la Cambra Oficial de Comerç, Indústria i Navegació de Barcelona i dels Ministeris d'Obres Públiques, Habitatge i Comerç. En el camp privat, ha estat assessor econòmic del president de les Caixes d'Estalvi (1964-66), president de Conserves Aragoneses S.A, vicepresident de Fabricacions Industrials S.A i director de La Montañesa S. A.

## Carrera política
Es va introduir en la política en 1977, a través del Partit Socialdemòcrata d'Aragó, del que en fou el seu president. Així mateix, fou l'inspirador i ideòleg de la Federació Socialdemòcrata, en la qual va assumir la seva secretaria general i amb la qual es va integrar en UCD de cara a les primeres eleccions generals (juny de 1977), en les que va obtenir un escó per la província de Terol.
Ja en UCD, ha estat assessor econòmic del president del Govern, Adolfo Suárez (29/7/1977 a/2 3/1978) i president de la comissió aragonesa que va negociar amb el Govern el traspàs de competències entre l'Administració Central i la Diputació General d'Aragó, nomenat a l'abril de 1978. Les seves relacions amb l'aparell centrista van estar esquitxades de tensions, que van culminar amb l'obertura d'un expedient disciplinari, el setembre de 1978, per trencar la disciplina de vot, després del que va decidir abandonar el partit.
En un primer moment, va projectar presentar-se a les eleccions de març de 1979 encapçalant una agrupació socialdemòcrata en coalició amb la Confederació Demòcrata Espanyola, que estaria liderada per Manuel Fraga, José María de Areilza i Alfonso Osorio García. No obstant això, va canviar de postura al no acceptar-se la seva idea de constituir dos grups parlamentaris distints després de les eleccions. Lasuén no es va presentar a les eleccions de 1979, però l'agost de 1982 va arribar a un acord amb el líder de AP, Manuel Fraga, per a integrar-se en aquesta formació i optar a un escó en les eleccions generals espanyoles de 1982 per la província de Barcelona.
En 1985, sent diputat, va haver de plantar cara a un escàndol polític, en acusar-lo la premsa nord-americana de realitzar tràfic d'influències a favor de la societat Gray and Company, al costat de Miguel Herrero y Rodríguez de Miñón, amb qui tenia l'empresa Adicsa. L'acusació no prosperà i, per tant, va revalidar escó en les eleccions generals espanyoles de 1986 per la província de Saragossa.
El 1987 va abandonar AP després d'un enfrontament amb Abel Matutes i, després d'unes breus negociacions amb Adolfo Suárez, va ingressar en el Centro Democrático y Social. Amb aquest partit, va revalidar el seu escó a les eleccions generals espanyoles de 1989 per la província de Múrcia i va ser membre del Comitè Nacional (III Congrés, Torremolinos, 10 i 11 de febrer de 1990), president del CDS de Madrid (III Congrés Regional, 15 de desembre de 1990) i candidat a l'ajuntament madrileny a les eleccions municipals de 1991, en substitució de Agustín Rodríguez Sahagún, que va renunciar "per motius personals", per la mala salut que tenia en aquells moments.

## Obres
A més, Lasuén ha estat editor d'Anales de Economía y Economía Política i ha publicat, entre d'altres, els següents treballs: Plan General de Madrid, Plan General de Zaragoza, Información Urbanística del Valle del Duero, Esquema del Plan Nacional de Urbanismo, Índices de Aprovechamiento del Suelo, Estudio de mercado para el Centro Comercial de La Castellana, Evolución de las densidades del área metropolitana de Barcelona y Análisis de Viabilidad del Mercado Central de Madrid. És doctor honoris causa per la International Academy, medalla de plata del SEU i comendador de l'Orde del Temple.